# The Bleeding
The Bleeding är det fjärde studioalbumet av det amerikanska death metal-bandet Cannibal Corpse, utgivet den 12 april 1994 av skivbolaget Metal Blade Records. Detta är det sista albumet med sångaren Chris Barnes och det första med gitarristen Rob Barrett. Det har även gjorts en musikvideo för låten "Staring Through the Eyes of the Dead". Fram till 2003 hade albumet sålts i drygt 98 000 exemplar.

## Låtlista
Samtliga sångtexter är skrivna av Chris Barnes. 
| Nr           | Titel                                | Musik                      | Längd |
| ------------ | ------------------------------------ | -------------------------- | ----- |
| 1.           | Staring Through the Eyes of the Dead | Alex Webster, Jack Owen    | 3:30  |
| 2.           | Fucked with a Knife                  | Webster                    | 2:15  |
| 3.           | Stripped, Raped and Strangled        | Webster, Owen, Rob Barrett | 3:27  |
| 4.           | Pulverized                           | Webster, Owen              | 3:35  |
| 5.           | Return to Flesh                      | Webster, Owen              | 4:21  |
| 6.           | The Pick-Axe Murders                 | Webster                    | 3:03  |
| 7.           | She Was Asking for It                | Webster, Owen, Barrett     | 4:33  |
| 8.           | The Bleeding                         | Owen                       | 4:20  |
| 9.           | Force Fed Broken Glass               | Webster, Owen, Barrett     | 5:02  |
| 10.          | An Experiment in Homicide            | Webster, Owen, Barrett     | 2:36  |
| Total längd: | Total längd:                         | Total längd:               | 36:54 |

| 11. | The Exorcist (Possessed-cover) | Mike Torrao | Torrao | 4:36 |

## Medverkande
Musiker (Cannibal Corpse-medlemmar)
- Chris Barnes – sång
- Jack Owen – gitarr
- Rob Barrett – gitarr
- Alex Webster – basgitarr
- Paul Mazurkiewicz – trummor

Produktion
- Scott Burns – producent, ljudtekniker, ljudmix, mastering
- Brian J Ames – omslagsdesign
- Vincent Locke – omslagskonst
- Joe Giron – foto
- Frank White – foto